# Юи (певица)
Юи, стилизуется как YUI или yui, настоящее имя Юй Ёсиока (яп. 吉岡 唯 Ёсиока Юй, 26 марта 1987) — японская поп-/рок-исполнительница, актриса. Родилась и выросла в городе Фукуока. Она сама пишет песни и играет на гитаре.
Международную известность ей принесли песни «Rolling Star» и «Life», которые были использованы как открывающая и закрывающая темы к аниме-сериалу «Блич», также её песня «Again» использовалась как открывающая тема в аниме-сериале Fullmetal Alchemist: Brotherhood. В 2006 году снималась в фильме «Полночное солнце», где исполнила три свои песни: «Good-Bye Days», «Skyline», «It’s Happy Line».

## FLOWER FLOWER
В 2013 году Юи сформировала новую группу под названием FLOWER FLOWER и изменила свой стиль — обрезала волосы, перекрасилась в белый, на смену длинным юбкам и лицу практически без косметики пришли цветные легинсы и яркий макияж. Стиль музыки и её исполнения также изменился. Помимо Юи, в группе состоят mafumafu (まふまふ) (бас) и sacchan (さっちゃん) (ударные). В 2020 году mura☆jun (むらじゅん) (клавишные) покинул группу.

## Личная жизнь
Через некоторое время после сформирования группы Юи была замечена с Хирофуми Хатано (гитаристом группы People-in-the-box). Фотографии появились в еженедельном японском таблоиде FRIDAY, который утверждал, что пара состоит в романтических отношениях. До этого Юи никогда не являлась объектом слухов и не появлялась в подобных журналах — это вызвало волну негодования у поклонников, которые, помимо этого, были недовольны изменениями стиля Юи и формированием группы.
В марте 2015 года Юи вышла замуж и в августе этого же года родила сыновей-близнецов, позднее (точное время рождения неизвестно) — ещё одного сына. Однако супружеская жизнь закончилась через два с половиной года, и в августе 2017 года было принято решение о разводе. Затем в 2018 году Юи повторно вышла замуж и в марте 2019 года родила дочь. В настоящее время Юи воспитывает четырёх детей.

## Дискография
| Студийные альбомы - 2006: From Me to You - 2007: Can't Buy My Love - 2008: I Loved Yesterday - 2010: Holidays in the Sun - 2011: How Crazy Your Love Сборники - 2008: Short Stories - 2012: Green Garden Pop - 2012: Orange Garden Pop |

## Фильмография

### Фильм
| Год  | Название           | Роль        |
| ---- | ------------------ | ----------- |
| 2006 | «Полночное солнце» | Каору Аманэ |
| 2011 | «Кайто Рояль»      | Камео       |

### DVD
- 2007: Thank You My Teens
- 2011: Yui 4th Tour 2010: Hotel Holidays in the Sun
- 2012: Yui 5th Tour 2012 Cruising: How Crazy Your Love

## Живые выступления

### Туры
- Yui First Tour 2006 "7 Street": Live Life Love (21 марта – 18 апреля 2006 года)
- Yui Second Tour 2007 "Spring & Jump": Can't Buy My Love (13 апреля – 1 июня 2007 года)
- Yui Third Tour 2008 "Oui": I Loved Yesterday (5 мая – 19 июля 2008 года)
- Yui Fourth Tour 2010: Hotel Holidays in the Sun (12 сентября – 2 ноября 2010 года)
- Yui Fifth Tour 2011: "Cruising": How Crazy Your Love (11 ноября 2011 года – 25 января 2012 года)[1]

### Однодневные выступления
- Yui Live 2007 в Ниппон Будокан (19 ноября 2007 года)
- Yui Live 2011: Hong Kong Hotel Holidays in the Sun (26 июня 2011 года)

### Кавер-версии
- YUI × Bianconero - Goodbye to You (Our Music, 8 апреля 2005 года)
- YUI × Suga Shikao - Yozora no Mukou (Our Music, 12 августа 2005 года)
- YUI - M (Our Music, 23 июня 2006 года)
- YUI × Bianconero - Yasashisa ni Tsutsumareta Nara (Our Music, 7 июля 2006 года)
- YUI - Friends (Our Music, 28 сентября 2007 года)
- YUI × Hideaki Tokunaga - Sotsugyou Shashin (Our Music, 19 октября 2007 года)
- YUI × BO GUMBO3 - Yume no Naka (Our Music, 16 июля 2010 года)
- YUI × Kazuyoshi Saito - Zutto Suki Datta (Our Music, 4 ноября 2011 года)
- YUI - Tsubasa wo Kudasai (Music Lovers, апрель 2012 года)

## Награды
- «SPACE SHOWER MUSIC VIDEO AWARDS/2008» BEST POP VIDEO (My Generation), Япония[2].